# Pogona henrylawsoni
Pogona henrylawsoni là một loài thằn lằn trong họ Agamidae. Loài này được Wells & Wellington mô tả khoa học đầu tiên năm 1985.